# Monumenta Germaniae Historica

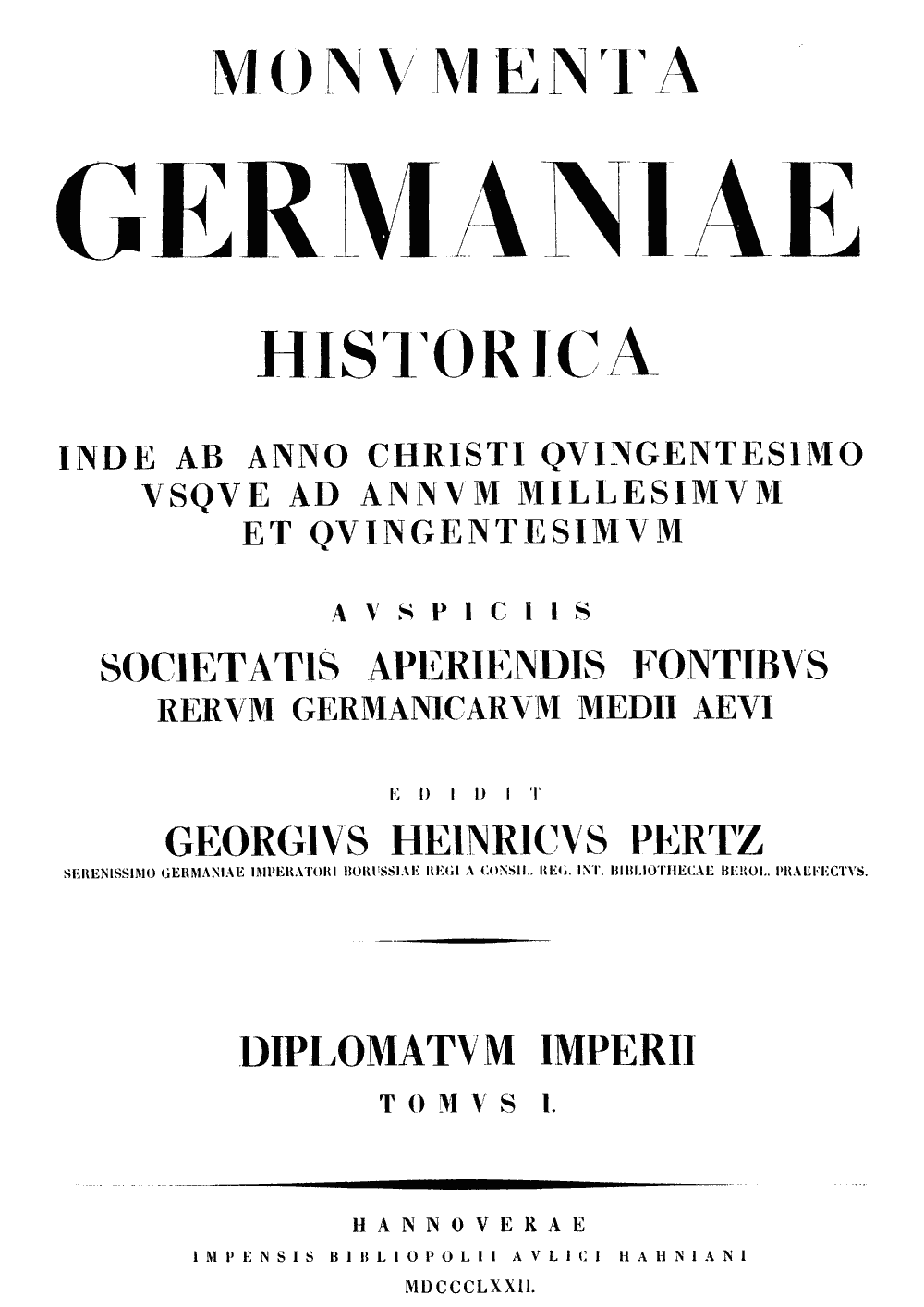
Monumenta Germaniae Historica.

Monumenta Germaniae Historica to seria tekstów źródłowych, dotyczących historii Niemiec, obejmujących okres od upadku Cesarstwa Zachodniorzymskiego do roku 1500. Nazwę tę nosi także niemieckie Towarzystwo założone dla celów wydania serii tekstów.
Pierwszy tom wydano w roku 1826 a "prezydentem" nadzorującym powstawanie serii był natenczas Georg Heinrich Pertz, którego w roku 1874 zastąpił Georg Waitz. Tego z kolei zastąpił w 1888 roku Ernst Ludwig Dümmler. Prezydentem Towarzystwa od 1994 roku był Rudolf Schieffer.
Ukazujące się Monumenta Germaniae Historica dzieliły się na 5 zasadniczych działów:
- I. Scriptores (łac. pisarze) - zawierające źródła narracyjne, np. kroniki, annales roczniki, vitae (żywoty)
- II. Leges (prawa) - zawierające np. prawa zwyczajowe, kapitularze, postanowienia synodów i koncyliarzy.
- III. Diplomata (akta, dokumenty) - np. dokumenty Ottonów, Karolingów, Staufów.
- IV. Epistolae (listy),
- V. Antiquitates (antyki) - np. nekrologi, utwory liryczne.